# Brian Griffin
Brian Griffin es un perro ficticio y personaje de la serie Padre de familia. Seth MacFarlane le presta su voz desde los inicios de la serie, aunque su primera aparición fue en un cortometraje en 1998. Brian fue creado y diseñado por MacFarlane basándose en el personaje canino de Larry and Steve. Después de que la cadena diera su aprobación al proyecto, los Griffin aparecieron en el primer episodio.
Brian es uno de los integrantes de la familia Griffin. A lo largo de la serie ha ejercido actividades como escritor estafador de ensayos, libros, novelas y artículos para el periódico. Para tener el aspecto actual, el personaje fue rediseñado del mencionado corto. En cuanto al merchandising, de él se incluyen juguetes y camisetas aparte de apariciones en un videojuego y cameos en otras series relacionadas (The Cleveland Show y American Dad!)

## Rol en Padre de familia
Brian es un perro antropomorfo de pelaje blanco, hijo de dos perros llamados Coco y Biscuit. Es la mascota y amigo de los Griffin, los cuales le dieron un hogar. 
A diferencia de sus dueños, este suele razonar más que los demás y muchas veces actúa como la voz de la razón a pesar de ser un alcohólico con problemas para dejar el vicio y un casanova fracasado. Aunque le gusta presentarse como alguien inteligente y un amante de las actividades intelectuales y sofisticadas, especialmente las relacionadas con la literatura, Peter en una ocasión lo desenmascararía como alguien que rara vez lee y solo se jacta falsamente. Esto coincide con que Brian suele representar a alguien de izquierdas y Peter alguien de derechas.
Brian también destaca por ser un escritor mediocre - en referencia a Snoopy- además de ser padre de un hijo problemático al que intenta encarrilar.  En el episodio Play It Again, Brian fue galardonado por un ensayo que escribió.
En 420 publicó su novela Más rápido que la velocidad del amor siendo vapuleado por la crítica y sin vender un ejemplar. A pesar de tal fracaso, sigue convencido de que es un gran escritor, especialmente cuando La Sociedad literaria especial de la región decide premiarlo por su novela, hasta que descubre que lo de "especial" es porque todos los miembros son de diversidad funcional mental y, debido a la dudosa calidad de su escritura, dieron por hecho que él tenía algún tipo de trastorno del desarrollo mental, como se puede ver en Dog Gone. 
De la misma forma, a pesar de presentarse siempre como un idealista y defensor de lo correcto, en muchas ocasiones se porta inconsecuentemente, como al aceptar desacreditar su propia campaña de legalización de la marihuana a cambio de que Carter Pewterschmidt financiara la publicación de su novela o cuando tras vender una de sus historias para hacer una serie de televisión titulada ¿Qué aprendí en Jefferson Street? permitiera que su historia fuese tergiversada a una sitcom a cambio de recibir mejores ganancias.
Su último trabajo literario fue un libro de autoayuda titulado Deséalo, quiérelo, hazlo que escribió como burla al género de autoayuda, envidioso del éxito que obtienen estos libros, a diferencia de sus textos, a pesar de ello fue un éxito de ventas haciendo que la fama se le subiera a la cabeza hasta que las ventas volvieron a caer en picado después que él mismo se humillara y desacreditara en televisión.

## Personaje

### Creación
Mientras asistía a la Escuela de Diseño, MacFarlane creó un cortometraje animado titulado Life of Larry centrado en un hombre de mediana edad llamado Larry y su perro Steve. La obra atrajo la atención de varios representantes de 20th Century Fox, quienes pidieron que creara una serie inspirada en los personajes. Con 50.000 dólares de presupuesto para la creación del primer episodio. En una entrevista de 2006, MacFarlane comentó: "este piloto fue uno de los episodios más costosos" y añadió que se inspiró en varias sitcoms, principalmente Los Simpson y All in the Family.
A los tres meses, MacFarlane creó la familia Griffin y desarrolló el capítulo del programa al que llamaría Padre de familia. El personaje de Brian está ligeramente inspirado en Steve, mientras que el de Peter lo está en Larry.

### Voz
Seth MacFarlane le presta su voz a Brian al igual que con otros personajes desde el inicio de la serie. El creador de la serie creyó que sería más fácil interpretar a los personajes en vez de que los hicieran otros.
Las voces de Peter y Stewie están inspiradas en un guardia de seguridad y Rex Harrison respectivamente mientras que en el caso de Brian, MacFarlane habla con su voz natural. En una entrevista declaró que la razón por la que decidió poner las voces al resto de los personajes era porque disponía de un presupuesto limitado y porque quería tomarse la libertad de hacerlo por sí mismo.
Hubo ocasiones en las que MacFarlane no puso la voz a su personaje, un ejemplo fue en el episodio Road to the Multiverse en el que se recurrió al actor japonés Kotaro Watanabe, ya que la escena pertenecía a un universo japonés. MacFarlane también comentó que el actor William H. Macy se presentó a las pruebas para el papel del personaje.

### Personalidad
A pesar de ser un perro, tiene cualidades y vicios humanos: Suele emborracharse con frecuencia en La Almeja con Peter y los amigos de este. A lo largo de la serie ha mantenido relaciones con varias mujeres con intereses similares al de este, un ejemplo es en Brian the Bachelor donde el can participa en el reality The Bachelorette en donde se enamora de "la soltera" Brooke Roberts. El episodio Whistle While Your Wife Works sirvió de introducción para Jillian Russell como la nueva novia de Brian, la cual destaca por su falta de inteligencia. Brian tiene cierto interés por la cultura: le encanta el Jazz y la ópera además de tener habilidades vocales. Estudió en la Universidad de Brown aunque nunca llegó a graduarse. En Brian Sings and Swings compartió escenario con Frank Sinatra Jr. con el que formaría junto a Stewie el nuevo Rat Pack. Ideológicamente tiende a posiciones liberales, aunque Lois llega a señalar que en ocasiones se contradice a sí mismo como en Excellence in Broadcasting. En varias ocasiones ha demostrado ser racista a pesar de tener un amigo afroamericano y haber salido con una personaje de raza negra en Peter's Got Woods.
Su relación con los miembros de la familia depende de con quien se relacione: Peter y Brian son amigos, este último le dio cobijo cuando vivía en la calle. En el episodio The Man With Two Brians, Peter declara que Brian siempre le saca de los apuros que él provoca, aunque en ocasiones la amistad entre los dos se resiente como en Peter's Got Woods o por Lois, con la que existe cierta tensión sexual.
 La relación con Meg y Chris es insignificante aunque se hayan visto buenos momentos entre los tres personajes, un ejemplo es el episodio Barely Legal en donde Brian lleva a Meg al baile del instituto. La relación con Stewie es más compleja. A menudo discuten mientras que en otros momentos viven aventuras juntos tal como pueden verse en los episodios tipo Road to.... La relación más tensa la tiene con Quagmire, a pesar de la aparente amistad entre ambos en las primeras siete temporadas, este descubre que su vecino le detesta por su forma de ser, no obstante, la tensa relación entre Quagmire y Brian empeora aún más cuando en Quagmire's Dad el can inicia una relación amorosa con su padre creyendo que era una mujer (en este episodio, el padre de Quagmire, Dan, decidió hacerse un cambio de sexo y llamarse a continuación Ida), además de asesinarlo después de que Peter asesinara a su gato. Sin embargo, Brian es capaz de llegar más lejos a la hora de ponerle los dientes largos a Quagmire cuando por culpa de este último, Brian echa a perder un ligue, por lo que decide ligarse al gran amor de su vida para vengarse.
A pesar de sus cualidades humanas, Brian continúa mostrando comportamientos típicamente caninos como el hecho de no resistirse correr al ver el amago de tirar una pelota, regalar pequeños animales muertos, asustarse por el ruido del inodoro o atacar su reflejo. En el episodio Brian y Stewie incluso llega a confesar a Stewie que el hecho de ser un perro antropomorfo y verse constantemente dividido entre sus instintos caninos y su intelecto humano y como esto le impide encontrar sentido a su existencia lo abruma tanto que hay ocasiones donde ha contemplado el suicidio.
En las versiones que se hicieron de la primera trilogía de Star Wars, Brian aparece representado como Chewbacca. Brian y la mayoría de personajes también aparecieron en el primer episodio de la serie The Cleveland Show.

### Fallecimiento
En la presentación de la duodécima temporada, el equipo de producción declaró que uno de los integrantes de la familia Griffin iba a morir y ser reemplazado por otro siendo Brian en el episodio Life of Brian emitido el 24 de noviembre de 2013. Stewie, tras destruir su máquina del tiempo lleva los restos al vertedero local donde encuentra una portería y palos de hockey que lleva a casa, poniéndose a jugar en la calle junto a Brian, teniendo este la mala fortuna de ser atropellado y herido de gravedad cuando un automóvil circula sin verlo. Finalmente Brian fallece poco después de agradecer a su familia el haberle proporcionado una vida maravillosa. Al mes siguiente es reemplazado por otro perro llamado Vinny.
En una entrevista concedida a la cadena de televisión E! en noviembre de 2013, el guionista Steve Callaghan declaró que tenían pensado matar a Brian en la emisión del episodio: 

Bueno... era una idea que teníamos en mente desde hace tiempo y que estuvimos debatiendo en la sala de guionistas y pensamos que podría ser interesante ver por que camino podría ir la serie. En el mismo momento que nos vino la idea, estuvimos comentando cual podría ser el "fatídico episodio" y cuando emitirlo. El saber como puede afectar el suceso a los demás personajes era un hecho que nos emocionaba desde el principio. Otra de las razones por las que decidimos matar a Brian y no a cualquier miembro de los Griffin era porque "es frecuente que un perro [en la vida real] fallezca atropellado por un coche, no siendo así en el caso de un niño, aparte de que hubiese sido más traumático perder un hijo que una mascota aunque todos apreciamos a Brian y nos gustan los animales".

También habló sobre la reacción de los demás actores ante el fallecimiento del personaje y comentaron "sentirse aliviados de que no les tocara a ninguno de ellos". 

Creo que a todos les pilló de sorpresa, cualquiera, incluso un servidor puede pensar que han llevado esto demasiado lejos. Todos quedaron impresionados.  En cuanto al sustituto de Brian, Callaghan declaró que sentían la necesidad de otro personaje para mantener la familia "unida" (padres, hijos y un perro).

En cuanto a Vinny, personaje y sustituto interpretado por Tony Sirico declaró: 

La idea fue de MacFarlane, ya que es un gran fan de Los Soprano y reconoce el trabajo del actor y pensó en describir al personaje acorde a la personalidad de Sirico.

En cuanto a la reacción por parte de los fanes ante la pérdida de Brian, reconoció no sentirse preocupado ya que son gente inteligente y muy leal a la serie, por lo que "pueden confiar en el equipo de producción".

#### Reacción de los fanes
En cuanto a los fanes, la reacción de éstos fue en su mayoría negativa. A las pocas horas de finalizar el episodio, varios seguidores de la serie crearon en Change.org una recogida de firmas para que Seth MacFarlane "resucitara" a Brian, ya que según ellos: [Brian] es una pieza importante de la serie y de los televidentes asiduos al programa en sí además de añadir un toque de humor sofisticado a la serie, no obstante la nota iba acompañada de un mensaje de boicot si no volvía el personaje. Al poco tiempo hubo 20.000 firmas siendo una de las peticiones más activas de la web. La página fue creada por un fan de Padre de familia que también creó una página en Facebook bajo el nombre R.I.P Brian from Family Guy (D.E.P Brian Griffin de Padre de familia) como protesta para que vuelva el can a la serie.

#### Resurrección
En el episodio "Christmas Guy" (dos episodios después de la muerte de Brian), Stewie aún echa de menos a Brian. Tratando de animarse, él y Vinny van al centro comercial a comprar un regalo y se encuentran al Stewie de cuando viajó hacia adelante en el tiempo para la Navidad. Stewie se da cuenta de que tiene en el poder de sus manos una máquina del tiempo y le pide ayuda a Vinny. Apelando a la vanidad de Stewie, Vinny coge la máquina y se la lleva a Stewie quien la pone en marcha para salvar a Brian. Entonces, Stewie y Vinny se dan un último adiós y admiten que sus acciones resultarán en que ellos dos nunca se habrán conocido.
En el pasado, Stewie llega a tiempo para salvar a Brian y le explica lo que había ocurrido. Stewie envía la máquina del tiempo de vuelta al presente. Después de haber alterado la línea de tiempo, Stewie se desvanece de la existencia y Brian está muy agradecido por sus acciones. De vuelta al presente, Brian está vivo. Él está tan agradecido, que no puede agradecerle a Stewie lo suficiente por haberlo salvado.
Después de que este capítulo se estrenara, el creador MacFarlane se expresó así:

"Así culminamos nuestra lección por fiestas: Nunca creas que quienes amas siempre estarán ahí, se pueden ir en un instante". Y en un segundo tuit añadió: "Quiero decir, ¿en realidad pensaron que mataríamos a Brian? Tendríamos que estar drogados para hacer tal cosa".